# VideoCrypt
 (octobre 2022).
- Si vous ne connaissez pas le sujet, laissez ce bandeau (vous pouvez alors contacter les auteurs).
- Si vous supprimez le contenu mis en cause (vous pouvez préalablement contacter les auteurs),

argumentez précisément cette suppression dans la page de discussion
(un manque de référence n'est pas un argument ; une recherche réelle de référence doit avoir été effectuée, être formellement documentée).

Exemple d'une image chiffrée en VideoCrypt 1

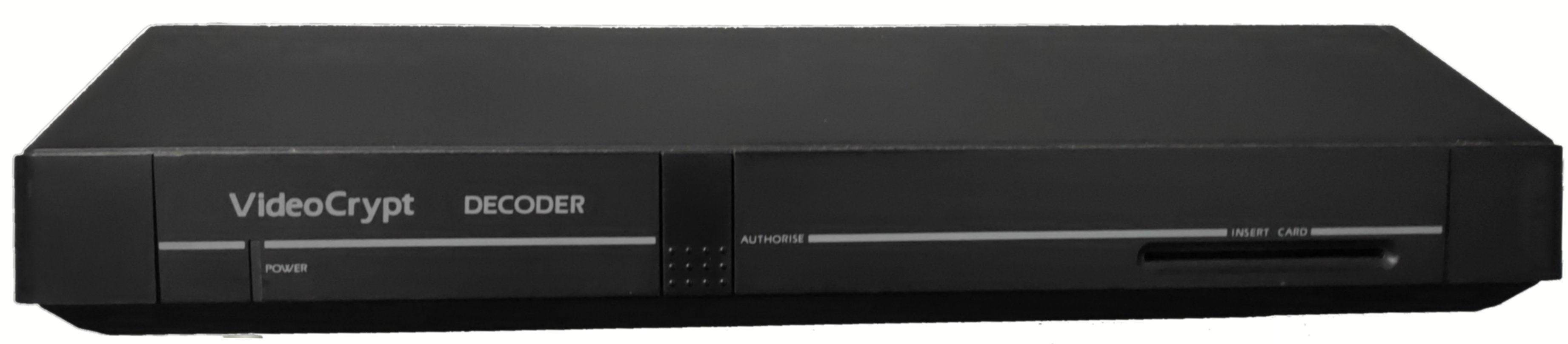
Décodeur VideoCrypt 1 modèle SVA1 datant de 1989

Le terme VideoCrypt désigne un format de cryptage ou embrouillage de télévision principalement exploité par le bouquet de chaînes payantes britannique « Sky » pour contrôler l'accès de leur signal télédiffusé ou distribué au mode Analogique.
En 1989, Thomson développe et produit les premiers terminaux VideoCrypt. Ces appareils sont distribué au Royaume-Uni par sa filiale anglaise, Ferguson Electronics. 
Le décodeur initial « SVA-1 » est un appareil qui doit être relié à prise péritélévision du démodulateur-récepteur satellite analogique. Le modèle SVA-1 porte la mention « Made in France for Sky plc » (fabriqué en France pour Sky Plc) bien qu'aucune marque ne figure sur cette première série de décodeurs VideoCrypt. 
Sur la face avant de cet appareil, la touche « authorise » permet d'utiliser des droits d'accès dits « jetons », préalablement achetés et téléchargés sur la carte de l'abonné via le signal de télédiffusion, adaptés au paiement à la séance ou « Pay Per View ». Pour sécuriser ce contrôle d'accès, la carte d'abonné est régulièrement remplacée par une version plus évoluée, adaptée au niveau de sécurisation évolutif du Viaccess.
Le signal audio n'est généralement pas embrouillé, à l'exception notable de la version exploité par le service public britannique, la BBC, lequel utilise son propre décodeur le « BBC Selector ».
Le contrôle d'accès Videocrypt est également commercialisé sous forme de licence et intégré directement dans les circuits décodeurs de récepteurs satellite ; parmi lesquels, certains modèles de marque Pace ou Amstrad.

## Les diffuseurs ayant exploité VideoCrypt en Europe[1]
| Diffuseur                                                     | Marché visé                      | Moyen de diffusion        | Version utilisée       |
| ------------------------------------------------------------- | -------------------------------- | ------------------------- | ---------------------- |
| Sky Television                                                | Royaume-Uni, Irlande             | Satellites Astra 19.2°Est | 1                      |
| Filmnet Central Europe                                        | Europe centrale Benelux Portugal | Satellites Astra 19.2°Est | II                     |
| MultiChoice Kaleidoscope (société sud-africaine)              | Europe                           | Satellites Astra 19.2°Est | II                     |
| The Adult Channel                                             | Europe                           | Satellites Astra 19.2°Est | 1                      |
| Zee TV (TV Asia)                                              | Europe                           | Satellites Astra 19.2°Est | 1                      |
| Japan Satellite Television (JSTV)                             | Europe                           | Satellites Astra 19.2°Est | 1                      |
| MTV Europe                                                    | Europe                           | Satellites Astra 19.2°Est | 1 (Sky) et II (Europe) |
| BBC Select diffusé la nuit sur BBC One et BBC Two (1992-1994) | Royaume-Uni                      | Analogique terrestre UHF  | S avec codage du son   |

## Principes techniques
Le chiffrement VideoCrypt repose sur le principe de découpage, de permutation, d'inversion de l'ordre des lignes et de segments de l'image et du signal vidéocomposite.
Chaque ligne qui compose le signal vidéocomposite est scindée en deux parties puis permutée : la partie initialement à gauche passe à droite et la partie droite passe à gauche. Il existe 256 points de découpe possible dans l'image. Les points de découpe sont générés de manière pseudo-aléatoire par le diffuseur.
Le décodeur reconstitue l'image, en recoupant les lignes aux mêmes endroits que l'origine et en les permutant dans le sens inverse de leur embrouillage. Pour déterminer la localisation des points de découpe, le décodeur se sert de données contenues dans la carte abonné ainsi que dans les données figurant dans l'interimage du signal vidéocomposite, pour en déduire la séquence ayant servi à découper les lignes : contrôle de la validité de l'abonnement, lecture de la clé à déchiffrer, nom de la chaîne.

## Trois Versions: contexte historique
Les deux principales versions VideoCrypt sont la version I destinée au marché britannique, et la version II réservée à l’Europe continentale. L'utilisation du simulcrypt est possible : la chaîne peut alors être accessible à la fois grâce à un décodeur VideoCrypt I ou un décodeur VideoCrypt II et l’abonnement associé. Par exemple, l'accès à Sky ou Multichoice, toutefois sans interopérabilité des deux systèmes : la carte VideoCrypt 1 ne peuvent fonctionner que sur un décodeur VideoCrypt I. Au début des années 1990, les chaînes MTV Europe et Discovery sont diffusées en simulcrypt sur les satellites Astra.
À la suite du relatif échec commercial du décodeur Videocrypt II, certains diffuseurs dont JSTV décendent de commercialiser leur offre sur l'Europe avec le codage Videocrypt 1 ; ce type de décodeurs étant plus faciles à acquérir sur le continent. En raison de la relative faiblesse de l'offre en chaînes, Videocrypt II va se révéler être un échec commercial et son utilisation est abandonné à la fin des années 90. Ainsi, MTV supprime sa formule d'abonnement Europe en 1997 pour ne conserver que son accès par le bouquet Sky; De son côté, Multichoice retire son offre d'abonnement VideoCrypt après quelques années d'exploitation.

## Différences entre versions
Plus récent, VideoCrypt II procurerait une meilleure image mais n'exploire aucun mode d'audience libre présent avec VideoCrypt I, dit « soft scrambling ». Ce mode peut permettre à des chaînes de limiter la diffusion de leurs programmes au seul marché britannique. La simple utilisation d'un décodeur VideoCrypt I en principe commercialisé exclusivement au Royaume-uni et en Irlande permet alors de regarder par exemple, les chaînes Channel 5 et TCM UK sans nécessité d'insérer une carte d'abonnement dans le décodeur. Plusieurs chaînes Sky à leur lancement comme Sky sports l'exploitent, du 20 avril 1991 au 1er septembre 1992, date du jour de basculement dans leur formule payante.
Par ailleurs, le diffuseur VH1 diffuse la version allemande en clair de sa chaîne en exploitant un signal vidéo comprenant les identifiants VideoCrypt au mode « soft scrambling » dans l'interimage, ce qui permet alors aux possesseurs d'un décodeur VideoCrypt I en fonction, de subir l'embrouillage de cette chaîne, au bout de quelques secondes après l'avoir sélectionnée.
VideoCrypt S est la dernière version commercialisée, notamment utilisée par la BBC pour diffuser des programmes à destination de publics spécialisés, hors des plages de diffusion habituelles : le service BBC select.. Le système de cryptage de cette version est différent et spécifique : l'image est découpée en six zones de 47 lignes par trame et le codage consiste en un mélange pseudo-aléatoire des lignes. La zone le plus en bas de l'image correspond en réalité au haut de l'image suivante, ce qui laisse le temps au décodeur de réaliser le traitement. Cette formule permet à la fois d'être compatible avec le phénomène d'image fantôme ou « écho » présent lors d'une mauvaise réception terrestre analogique tout en bénéficiant d'un système plus robuste que le contrôle d'accès français discret utilisé par la BBC d'octobre 1988 à février 1990 pour la diffusion de programmes médicaux.
Le décodeur « BBC Selector » exploite en complément, un système de pilotage du magnétoscope qui facilite l'enregistrement programmé à certaines heures, ce ces émissions. Le dispositif utilise les plages horaires matinales ou nocturnes inexploitées des chaînes nationales en clair afin de diffuser ces programmes payants et cryptés. L'abonné enregistre et visionne les cassettes à l'horaire qu'il souhaite sur le principe ayant déjà été exploité dans les années 1980 à Chicago, par la chaine de cinéma « Telefirst ». 
VideoCrypt 1 et VideoCrypt S exploitent les données de communication avec le décodeur figurant dans l'interimage visualisables sous la forme de rectagles blancs de quelques pixels ou fractions de lignes. L'enregistrement vidéo sur une cassette VHS en PAL de l’émission cryptée permet un décodage ultérieur contrairement à d'autres systèmes de chiffrage où la bande passante VHS - notamment codé en couleur SECAM - n'est pas suffisante pour préserver les signaux exploitables par le décodeur.